# Kotkhai
Kotkhai fou un estat tributari protegit del Panjab, avui a Himachal Pradesh. Fou un principat establert per Kirat Chan procedent de Gaya d'on havia estat expulsat pels musulmans (segle xiii). Es va establir a Kumharsai i va conquerir diversos territoris a un cap local anomenat Bhambu Rai que tenia el títol de manvana de Delath. Després va donar una part de les seves conquestes, en concret el territori de Karanga, al seu germà Kartar Singh. Els seus descendents van fundar els estats de Kanethi i Kotkhai.
La capital fou la ciutat de Kotkhai, avui una ciutat i nagar panchayat (equivalent a municipalitat) al districte de Simla, a Himachal Pradesh a 31° 07′ N, 75° 32′ E / 31.12°N,75.53°E que segons el cens del 2001 tenia 1.148 habitants.

## Llista de ranes des de 1812
- Ranjit Singh 1812-1821
- Bhagwan Singh 1821-1859
- Ram Saran Singh 1859-1891
- Rana Jai Singh 1891-1948
- Rana Raghunat Singh 1948-1979